# 半沢淳一
半沢 淳一（はんざわ じゅんいち、1965年1月19日 - ）は、日本の実業家。
三菱UFJ銀行取締役頭取執行役員（代表取締役）。

## 来歴
埼玉県出身。埼玉県立浦和高等学校に通い、ボート部に所属していた。東京大学経済学部を卒業後、1988年に三菱銀行（現三菱UFJ銀行）に入る。
入行時点から出世コースに位置し、最初の配属先は東京都北区の王子支店であった。4年目には、大蔵省（現財務省）の国際金融局（現国際局）に出向し、官僚や政治家と接し、政府開発援助（ODA）の業務に関与している。
銀行に戻ってからは企画畑が長く、2010年には千住支店長となったが、翌年にはすぐに全国銀行協会の事務を担当する企画部会長室長となり、2012年に企画部長に就任した。その後は2014年に執行役員ともなり、2017年にはグループの三菱UFJ信託銀行から法人融資業務を銀行へと統合する交渉を取りまとめている。さらに名古屋営業本部長を経て2019年6月から取締役常務執行役員となり、マネー・ロンダリング（資金洗浄）対策などを担当した。2020年12月には、三菱UFJ銀行の次期頭取に内定したとの報道がなされた。2021年4月に頭取に就任。
2021年12月16日、全国銀行協会は同協会会長として、半沢を髙島誠（三井住友銀行頭取）の後任に内定し、2022年7月から2023年3月まで就任する予定と発表した。同協会の会長職はメガバンク3行（三菱UFJ銀行・みずほ銀行・三井住友銀行）やその持ち株会社3社（三菱UFJフィナンシャル・グループ・みずほフィナンシャルグループ・三井住友フィナンシャルグループ）のトップによる輪番制となっており、本来であれば髙島の後任として、みずほフィナンシャルグループ社長の坂井辰史を予定していたが、みずほ銀行の度重なるシステム障害問題を受けて、坂井が引責辞任することになったことから三菱UFJのトップが前倒しで担当することになった。

## 人物
高校のボート部時代から銀行入行後も温厚な性格であると言われ、人を動かすのが巧みな一方で、決断力もあるとされる。富山銀行頭取の中沖雄は「半沢直樹のようにぎらぎらはしていないけれど、爽やかで優秀な方」であると評している。

### 「半沢直樹」との関係
「半沢直樹」シリーズの作者・池井戸潤とは三菱銀行の同期入行であり、半沢直樹の名前の由来であるともされる。半沢と長期にわたる交流のある富山銀行頭取の中沖雄も「主人公の半沢は、池井戸さんと同期入行の半沢淳一さんの名前を借りたのではないかと言われています」と述べている。
ただし、本人は池井戸との交流はほとんどなく、半沢直樹のモデルであることを否定している。池井戸も同様に「特定のモデルはいない」と否定し、あわせて半沢直樹の名前は「敬愛する知り合いの名前をもじったもの」と明かしている。半沢は2020年12月24日の記者会見の席上『半沢直樹』について「正直言いますと、会議で『半沢はどうなる？』というからかいを受け、あまり好ましくないと思っていた。3年前、名古屋に営業本部長として着任した際に、おかげさまで名字をすぐに覚えてもらえ、営業として有難かった。」とコメントした。